# Pierre Balme
Le docteur Pierre Balme est un médecin français né le 3 juillet 1882 à Bastia et mort le 25 février 1963 à Clermont-Ferrand. Écrivain érudit spécialisé sur l’Auvergne, il publia de nombreux ouvrages consacrés à l’histoire, à l’archéologie et à l’art monumental de cette région.

## Biographie
Médecin militaire, Pierre Balme, est un membre fondateur, en 1924, de la revue l’Auvergne littéraire, historique et artistique sous le pseudonyme de Mademoiselle Yxe, puis en devient le directeur. L’Académie française lui décerne le prix Hercule-Catenacci en 1939. Il fut également secrétaire général et président (1937-1938) de l’Académie des sciences, belles-lettres et arts de Clermont-Ferrand, vice-président de la Commission départementale des sites.
En tant que médecin, il fut directeur des établissements thermaux de Châtel-Guyon, du Mont-Dore et de Vichy.
Bien que né en Corse, sa famille était originaire du Puy-en-Velay. Une rue de Clermont-Ferrand porte son nom.

## Publications
- Émile Desforges, Pierre Balme, « Gergovia », Auvergne littéraire, historique et artistique, 1929.
- G. Rouchon, Pierre Balme, L'Église Notre-Dame-du-Port, à Clermont-Ferrand. Le quartier de l'ancienne paroisse Notre-Dame-du-Port, Impr. générale, 1930.
- Clermont-Ferrand, capitale du Massif Central, Ed. U.S.H.A., 1931.
- Gergovie : haut-lieu de France. Géographie, archéologie, histoire, tourisme, "Auvergne" (impr. de J. de Bussac), 1943.
- Marcel Bignat, Pierre Balme, Jean de Lagaye, Georges Desdevises du Dézert, C. Desdevises du Dézert, Le Puy-de-Dôme, haut lieu de France : géographie, archéologie, histoire, tourisme, "Auvergne" (impr. de J. de Bussac), 1943.
- Guide-inventaire touristique, publiés en 1949 et 1950, deux volumes parus comme fascicules des revues Auvergne littéraire  et revue d'Auvergne, mais aussi parus sous une couverture différente pour l'union départementale des syndicats d'initiative du Puy-de-Dôme.
- Georges Paul, Pierre Balme et Marie-Louise Le Verrier, Une grande famille d'Auvergne, les Motier de La Fayette :  Histoire, littérature, tourisme, G. de Bussac, 1951.
- Un mystère "policier" en Limagne. L'Affaire Pélissier-Seguin :  Maringues-Riom 1860-1865, Croquis attribués à Émile Clouard, 1953.
- Visite à Montferrand. G. de Bussac, 1954.
- Orcival. G. de Bussac, 1954.
- Promenades à travers Clermont, Le Touriste en Auvergne, 1954.
- Églises romanes d'Auvergne : Lithographies originales de Fernand Dantan, G. de Bussac, 1955.
- Lafayette, G. de Bussac, 1957.
- L'art roman en Auvergne, G. de Bussac, 1957.
- Dames d'Auvergne : épouses, amoureuses, amazones, politiques. 16 récits... d'après les chroniques et les témoignages de leurs temps, haut et bas pays d'Auvergne, Velay, Bourbonnais..., Compositions de Louis Tézenas, 1958.
- Châtel-Montagne, l'église Notre-Dame, G. de Bussac, 1958.
- Pierre Balme, J. Semonsous, Le château de Pionsat, G. de Bussac, 1959.
- Clermont et Montferrand, G. de Bussac, 1960.
- La Vie à Clermont au XVIIIe siècle : 1700-1790..., Compositions originales de Louis Tézenas, G. de Bussac, 1960.
- Clermont révolutionnaire : journal d'un bourgeois (1787-1800), G.de Bussac, 1961.
- Une demeure historique. Effiat, no 5, Le tourisme en Auvergne, 1962.
- Chanoine R. Grégut, Dr Pierre Balme, Notre-Dame du Port : Le pèlerinage, l'église, G. de Bussac, 1966.
- Le château de Tournoël en Basse-Auvergne : histoire et aspects, G. de Bussac, 1976.
- Pierre Balme, Anne-Sophie Simonet, Mornac : La terreur des montagnes d'Auvergne (1826-1852), retraité du bagne (1802-1869), Éditions Revoir, 2007.

## Distinctions
- Officier de la Légion d'honneur

## Sources
- Olivier Cariguel, Panorama des revues littéraires sous l'occupation : juillet 1940-août 1944, IMEC (Institut Mémoires de l'édition contemporaine), 2007.
- Jean-Luc Fray, Céline Pérol, L'historien en quête d'espaces, Clermont-Ferrand, Centre d'histoire Espaces et cultures, 2004.